# 김효정 (가수)
김효정(1973년8월3일(음력)  )은 대한민국의 트로트 가수다. 2012년11월21일 정규 앨범 [오로지]로 데뷔했다.

## 방송
- 모디션 (2019) - Top6

## 음반
- 오로지 (2012)
- 인천역에서(2021년)
- 그리운 그 사람(2023년)